# Большой Кулкас
Большой Кулкас — река в России, протекает по Тюменской области. Устье реки находится в 65 км по правому берегу реки Имгыт. Длина реки составляет 50 км. Площадь водосборного бассейна — 340 км².
В 16 км от устья по левому берегу впадает река Малый Кулкас.
Высота устья — 55 м над уровнем моря. Высота истока — 90 м над уровнем моря.

## Данные водного реестра
По данным государственного водного реестра России относится к Иртышскому бассейновому округу, водохозяйственный участок реки — Иртыш от впадения реки Тобол до города Ханты-Мансийск (выше), без реки Конда, речной подбассейн реки — бассейны притоков Иртыша от Тобола до Оби. Речной бассейн реки — Иртыш.